# 政治生態學
政治生態學（英語：Political ecology），可以將這門學科理解為「生態學的政治學」。政治生態學以环境与生态为主要的对象，并讨论政治与经济對於生態的影响，但生态才是討論主題。政治生態學研究人类生态与社会政治系统的关系，是介于生态学与政治学之间的交叉学科。和「生態政治學」關係密切。生态政治学討論的是在政治的環境中，包括資源、經濟與社會因素如何影響政治的生態圈，其核心在與政治。生態政治學在國外是一個新興的科學，大約在1980年以後才確立了這個名詞。並且在埃莉诺·奥斯特罗姆得到諾貝爾的一書《公共事務治理之道》中一戰成名。